# Mogogi Gabonamong
Mogogi Gabonamong (Mmutlane, Distrito Central, Botsuana, 10 de septiembre de 1982) es un futbolista botsuano. Juega de centrocampista defensivo y su equipo actual es el Supersport United de la Premier Soccer League de Sudáfrica. También juega para la selección Botsuana.

## Trayectoria
Gabonamong, en 1998, estuvo a prueba en el Manchester United inglés. Debutó en la temporada 1998/1999 jugando por el Mogoditshane Fighters de Botsuana. Luego de seis temporadas, se marchó a Trinidad y Tobago, donde jugó en dos equipos. Tras una temporada en el Township Rollers de su propio país, firmó con el Santos de Sudáfrica. En su segundo año, fue elegido como el jugador de la temporada del Santos. Jugó 117 partidos y marcó 10 goles entre 2006 y 2011 hasta que fue contratado por el Supersport United de la misma liga. Gabonamong es el deportista mejor pagado de Botsuana, según una lista publicada por ESPN en 2011.

## Selección nacional
Ha sido internacional con la Selección de fútbol de Botsuana en 43 ocasiones y ha marcado dos goles. Debutó en 1999 a los 16 años y desde entonces ha sido convocado continuamente a su selección. Participó en la Copa Africana de Naciones de 2012, siendo integrante del único equipo botsuano que clasificó al torneo en la historia del fútbol de ese país.

### Participaciones en Copas Africanas
| Copa                           | Sede                      | Resultado    | Partidos | Goles |
| ------------------------------ | ------------------------- | ------------ | -------- | ----- |
| Copa Africana de Naciones 2012 | Gabón y Guinea Ecuatorial | Primera fase | 3        | 0     |

## Clubes
| Club                  | País              | Año         |
| --------------------- | ----------------- | ----------- |
| Mogoditshane Fighters | Botsuana          | 1998 - 2003 |
| Arima Fire            | Trinidad y Tobago | 2004        |
| Township Rollers      | Botsuana          | 2004 - 2005 |
| Caledonia AIA         | Trinidad y Tobago | 2005        |
| Township Rollers      | Botsuana          | 2005 - 2006 |
| Santos                | Sudáfrica         | 2006 - 2011 |
| Supersport United     | Sudáfrica         | 2011 -      |

## Palmarés

### Campeonatos nacionales
| Título                    | Club                  | País     | Año  |
| ------------------------- | --------------------- | -------- | ---- |
| Liga botswanesa de fútbol | Mogoditshane Fighters | Botsuana | 1999 |
| FA Challenge Cup          | Mogoditshane Fighters | Botsuana | 1999 |
| Liga botswanesa de fútbol | Mogoditshane Fighters | Botsuana | 2000 |
| FA Challenge Cup          | Mogoditshane Fighters | Botsuana | 2000 |
| Independence Cup          | Mogoditshane Fighters | Botsuana | 2000 |
| Liga botswanesa de fútbol | Mogoditshane Fighters | Botsuana | 2001 |
| Liga botswanesa de fútbol | Mogoditshane Fighters | Botsuana | 2003 |
| FA Challenge Cup          | Mogoditshane Fighters | Botsuana | 2003 |
| Liga botswanesa de fútbol | Townhsip Rollers      | Botsuana | 2005 |
| FA Challenge Cup          | Townhsip Rollers      | Botsuana | 2005 |

### Distinciones individuales
| Distinción                               | Año  |
| ---------------------------------------- | ---- |
| Mejor jugador de la temporada del Santos | 2008 |